# نوح
نوح (به عبری: נוֹחַ) از شخصیت‌های سفر پیدایش در تورات و قهرمان نسخهٔ عبری افسانهٔ طوفان است. به گفتهٔ پیدایش، با آمیزش پسران خدایان و دختران آدمیان، غول‌هایی به نام نفیلیم پدید آمدند و شرارت زمین را پر کرد. پس خدا از آفریدن انسان پشیمان شد و تصمیم گرفت تا همهٔ موجودات را با طوفان نابود کند اما به نوح خبر داد که کشتی بسازد و نجات یابد. وقوع طوفانی در مقیاس جهانی با کشفیات بشر در علومی مانند زمین‌شناسی و دیرینه‌شناسی در تضاد است.
به روایت تورات، هنگام تولد نوح پدرش گفت او «ما را کار و زحمت زمینی که خدا نفرین کرده تسلی خواهد داد.» وقتی پسران خدایان با دختران آدمیان آمیزش کردند، از ایشان نژادی به نام نفیلیم پدید آمد که غول بودند. خدا که شرارت‌های انسان را دید، از آفرینش او پشیمان شد و تصمیم به نابودی‌اش گرفت اما به نوح که در شرارت‌های نسل خود بی‌تقصیر بود، خبر داد که کشتی بسازد تا با خانواده‌اش و سایر موجودات نجات پیدا کند. بعد از اینکه نوح سوار کشتی شد، یهوه دریچه‌های آسمان را باز کرد و آب‌ها، زمین را در خود گرفتند و سایر انسان‌ها و موجودات نابود شدند. متن سفر پیدایش دربارهٔ مدت طوفان دارای تناقض است و یک بار آن را دو ماه و بار دیگر یک سال دانسته است. به هر روی، با پایین آمدن آب‌ها، نوح از کشتی پیاده شد و به یهوه قربانی تقدیم کرد؛ خدا با استشمام بوی خوش قربانی، عهد کرد که دیگر هرگز آنچه انجام داده را تکرار نکند و کمان خویش (رنگین‌کمان) را به نشانهٔ آن در آسمان قرار داد تا فراموش نکند. نوح بعد از پیاده‌شدن، تاکستانی کاشت و شراب درست کرد. او از آن شراب نوشید و مست شد. زمانی که نوح مست و برهنه در خیمهٔ خود خوابیده بود، پسرش حام لختی او را دید و برادرانش سام و یافث را آگاه کرد. نوح که به هوش آمد و از ماجرا آگاه شد، کنعان پسر حام را نفرین کرد که «بردهٔ حقیر» برادرانش باشد. به گفتهٔ سفر پیدایش، نوح در ۹۵۰ سالگی مرد.
افسانهٔ طوفان ریشه در اساطیر بین‌النهرینی دارد و به‌نظر می‌رسد در اثر طغیان‌های پی‌درپی دجله و فرات شکل گرفته است. احتمالاً زمانی که یهودیان نیاز به تاریخی مکتوب را احساس کردند، آن را از مردم بین‌النهرین، به خصوص بابلی‌ها و حماسهٔ گیلگمش، وام گرفتند تا پاسخی به افسانه‌های مشابه نزد ملل دیگر باشد. زمان نگارش این بخش‌های تورات نیز دورهٔ تبعید یهودیان به بابل یا حتی بعد از آن دانسته می‌شود. نوح مانند اوتنپیشتی پس از پایان طوفان قربانی تقدیم می‌کند و در هر دو افسانه خدایان با استشمام بوی خوش قربانی، عهد می‌بندند دیگر برای نابودی انسان‌ها تلاش نکنند. این داستان علاوه بر نسخهٔ یهودی و بین‌النهرینی، نسخه‌های متعدد دیگری هم دارد؛ از جمله نسخهٔ هوری که ممکن است واسطهٔ میان قصهٔ بابلی و نسخهٔ یهودی بوده باشد. تولد نوح شباهت بسیار روشنی به خلقت انسان در افسانهٔ آفرینش بابلی دارد و در آن داستان، مردوک (خدای متعال) برای رهایی خدایان دیگر از کار و زحمت، انسان را می‌آفریند. سایر بخش‌های داستان نوح به اساطیر یونانی و اوگاریتی شبیه است.
نوح در ادیان ابراهیمی، نظیر یهودیت، مسیحیت، اسلام و بهائیت، شخصیت مهمی محسوب می‌شود. در همان دوران باستان برخی نویسندگان یهودی متوجه شباهت نوح با دیگر قهرمانان طوفان، مثل زیوسودرای سومری و دئوکالیون یونانی، شده بودند. در منابع یهودی دورهٔ معبد دوم تأکید زیادی بر این شده که نوح حلال‌زاده و واقعاً از نسل پدرش بوده، نه حاصل رابطهٔ پنهانی مادرش با نفیلیم‌ها؛ ظاهراً هدف این منابع ایجاد تمایز میان نوح با قهرمانان فوق بشری طوفان در افسانه‌های ملل همسایه بوده است. در مسیحیت، نوح پیش‌درآمد عیسی و طوفان پیش‌درآمد غسل تعمید به‌شمار می‌آید. قرآن نیز داستان طوفان را بازگو کرده ولی تفاوت‌هایی با روایت تورات دارد. نوح در قرآن، برخلاف تورات، پیامبر است؛ او کفار را به پرستش الله دعوت می‌کند اما آنان نمی‌پذیرند و نتیجتاً، طوفان به عنوان عذاب نازل می‌شود. در روایت قرآن، همسر نوح و یکی از پسرانش در طوفان کشته می‌شوند. به نظر قرآن‌پژوهان معاصر، نسخهٔ قرآنی تحت‌تاثیر روایت‌های آگادایی از سرگذشت نوح بوده است.

## نام
دربارهٔ ریشهٔ نام نوح (با تلفظ nōaḥ در زبان عبری) فرضیهٔ جامعی وجود ندارد که مقبول همه باشد. به نوشتهٔ آیزاک کیکاوادا اما با توجه به ریشهٔ اولیهٔ نام در عبری (نوخ به معنای «استراحت کردن»، «نشستن» یا «پاسخ دادن»)، معنای احتمالی نوح «استراحت کردن/آرامیدن [در شئول]» است. سفر پیدایش ۵:۲۹ در تورات، نوح (נֹחַ، نخ) را به معنای «تسلی دهنده» (נחם، نخم) از «کار» (עשה، عشه) و «زحمت» (עצב، عصب) می‌داند که برداشتی عامیانه و اشتباه است. معرفی نوح در پیدایش ۶:۶ تا ۶:۸ نشان‌دهندهٔ بازی با کلمات در متن عبری کتاب است (حروف عبری متن اصلی در کنار معادلشان در الفبای فارسی در داخل پرانتز درج شده‌اند):
و خداوند از خلق کردن (עשה، عشه) انسان بر روی زمین پشیمان (נחם، نخم) شد و در دل اندوهگین (עצב، عصب) گشت و گفت انسان را که خود خلق کرده‌ام، نابود (מחה، مخه) خواهم کرد… نوح (נח، نخ) در نظر خدا مرحمت (חן، خن) یافت.
به نظر کیکاوادا در دو عبارت نوح و مرحمت، دو حرف خ و ن جابه‌جا شده‌اند. به علاوه، در داستان یکی از پسران نوح حام (חם، خم) نامیده شده که با تسلی (נחם، نخم) و شرارت (חמס، خمس) شباهت دارد. در ۶:۱۱ نوشته شده است که «جهان مملو از شرارت (חמס، خمس) شده بود.» مجدداً در ۶:۱۳ کلمات نوح (נח، نخ) و شرارت (חמס، خمس) در کنار یکدیگر استفاده شده‌اند. توصیف تورات از نام نوح، شباهت نزدیکی با شرح آفرینش انسان در انوما الیش، اسطوره آفرینش بابلی، دارد و مشابه نوح، در آن قصه نیز انسان خدایان را از کار و زحمت رهایی می‌بخشد؛ توصیف پیدایش از نوح چنین است: «او ما را تسلی خواهد داد از کار و زحمت دستان ما از زمینی که الوهیم آن را نفرین کرده است.» انوما الیش دربارهٔ خلقت انسان می‌گوید: «[ائا] خدمت خدایان را [بر انسان‌ها] تحمیل کرد تا خدایان را آزاد کند.»
شخصیت‌های بین‌النهرینی مرتبط با نوح اسامی حاکی از طول عمر دارند؛ زیوسودرا: «حیات روز[های] طویل»، اوتنپیشتی: «حیات یافته‌ام» و اومول: «روز [مرگم] دور است.» تفاوت اصلی نوح با قهرمانان بین‌النهرینی آنجاست که اینان نامیرا هستند ولی نوح در پایان داستان می‌میرد. به همین دلیل، آیزاک کیکاوادا معتقد است نام نوح دال بر میرندگی دارد: «آرامیدن [در شئول]». شئول در واقع جهان مردگان در اسرائیل باستان بوده است و در بخش‌های دیگر تنخ، مردگان در شئول آرام می‌گیرند: «در آنجا شریران از شورش بازمی‌ایستند، و در آنجا خستگان می‌آرامند.» (ایوب ۳:۱۷) و «به سلامتی داخل شده، بر بسترهای خویش آرامی خواهند یافت.» (اشعیاء ۵۷:۲)

### سفر خنوخ

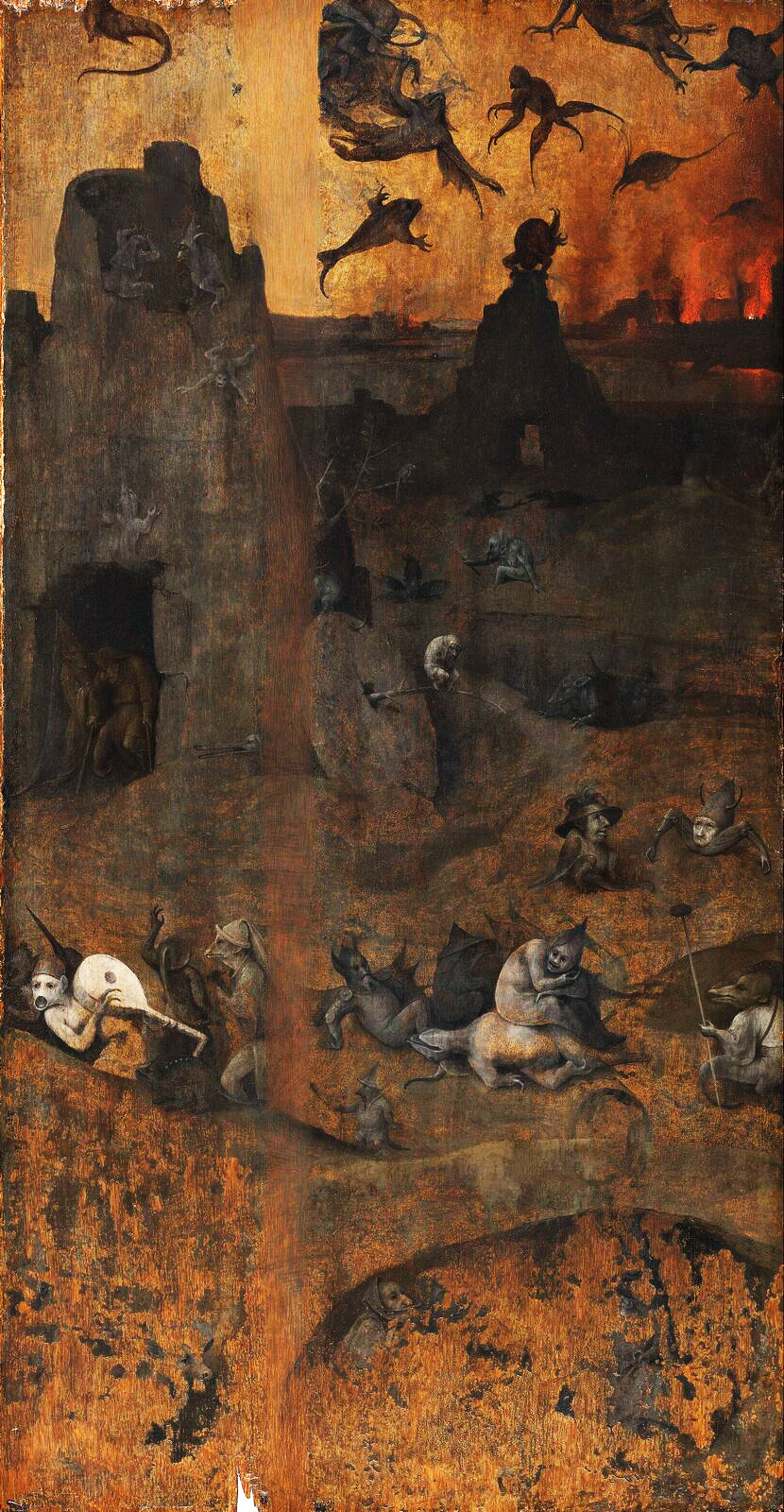
سقوط فرشتگان سرکش اثری از هیرونیموس بوش. سفر خنوخ منشأ بسیاری از اعتقادات دربارهٔ فرشتگان است.

### یهودیت

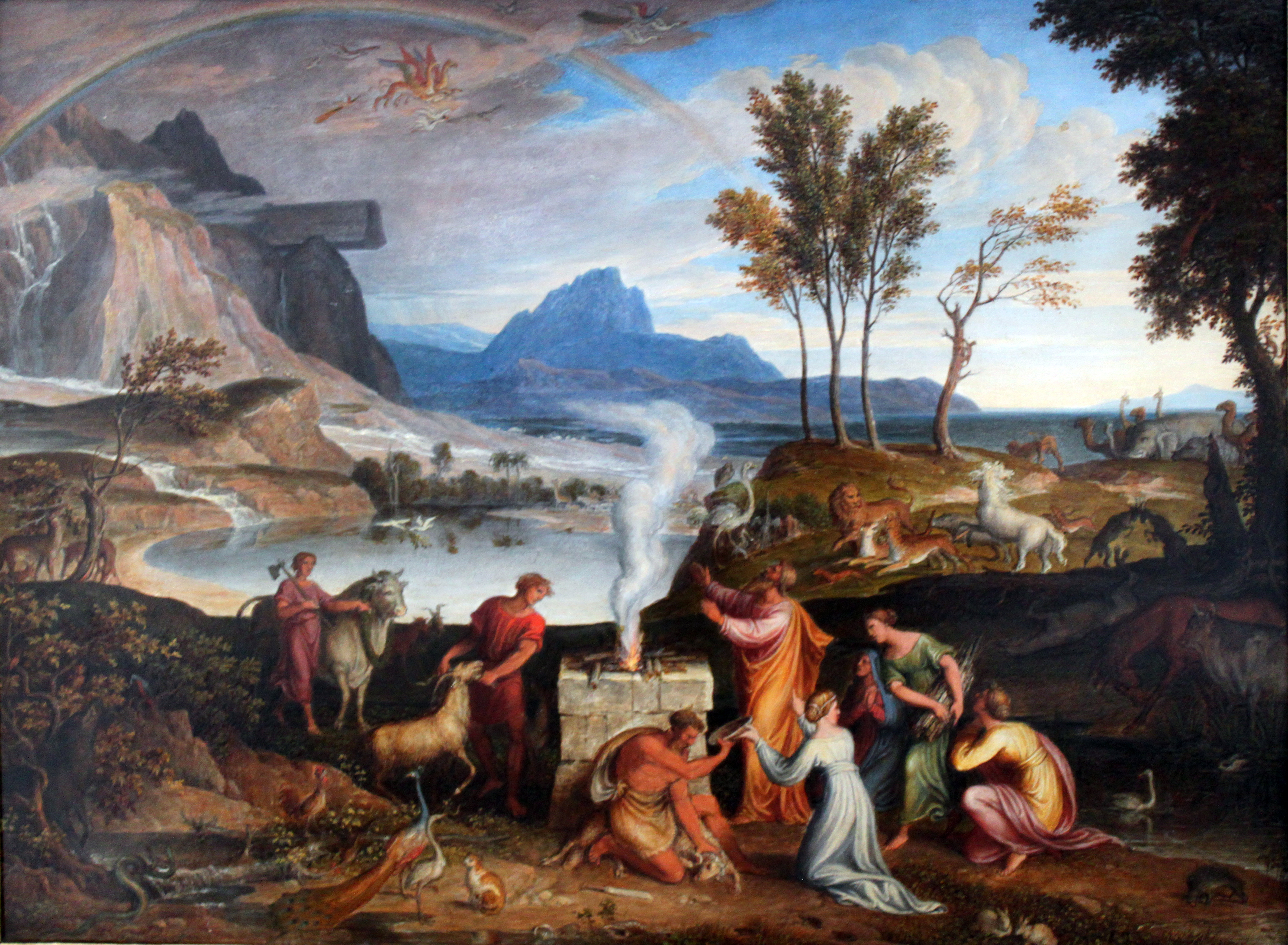
قربانی نوح بعد از پیاده‌شدن از کشتی

### مسیحیت

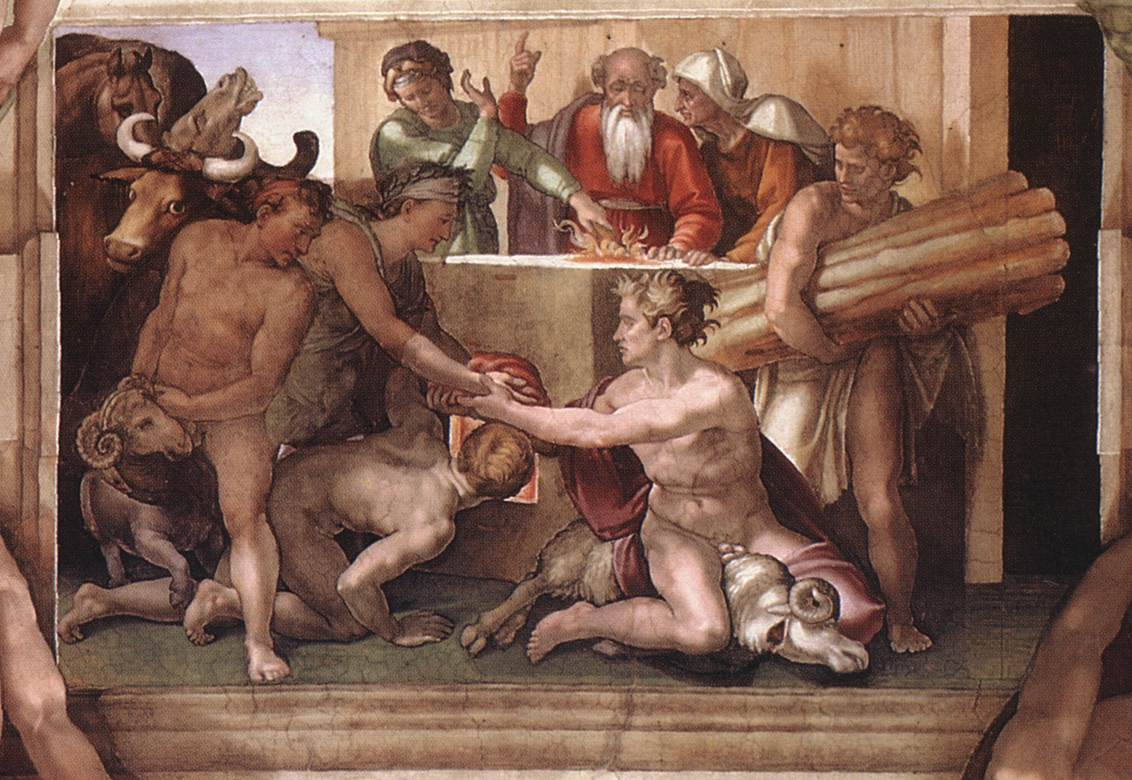
قربانی نوح از میکل‌آنژ

### اسلام

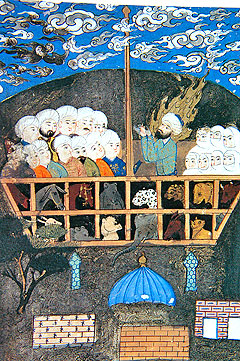
کشتی نوح در هنر اسلامی

## روایت کتاب مقدس

نوح در آستانه طوفان اثری از جان لینل

داستان نوح و طوفان در باب‌های ۶ تا ۱۰ سفر پیدایش روایت شده است. سفر پیدایش اولین کتاب از پنج کتاب تورات و به‌طور کلی اولین کتاب در مجموعه کتاب مقدس است. در نظر اکثر پژوهشگران، سفر پیدایش در دوره هخامنشی (۵۵۰–۳۳۰ قبل از میلاد) نوشته شده است. با این وجود، از آنجا که در دیگر بخش‌های تنخ اشاره‌ای به اتفاقات ۱۱ باب ابتدایی نشده، اقلیت قابل توجهی از محققان اعتقاد دارند که ۱۱ باب ابتدایی پیدایش (از آفرینش تا پایان طوفان) محصول دوره‌ای متاخرتر است و احتمالاً به قرن سوم قبل از میلاد تعلق دارد.

### طوفان
نوح از نسل خنوخ — که با خدا قدم می‌زد و خدا برگرفتش — و پسر لمک بود. لمک به هنگام تولد نوح ۱۸۲ ساله بود و پسرش را «نوح» نام نهاد زیرا این نوزاد «ما را تسلی خواهد داد از کار و زحمت دستان ما از زمینی که الوهیم آن را نفرین کرده است.» نوح هفت تا ده نسل بعد از آدم و حوا (۱٬۶۵۶ سال) متولد شده بود. لمک بعد از تولد نوح، ۵۹۵ سال دیگر بزیست و پسران و دختران آورد. خود نوح نیز در پانصد سالگی صاحب سام، حام و یافث شد. زمانی که مردم در زمین زیاد شدند، پسران خدایان، دختران آدمیان را نیکومنظر یافتند و با ایشان آمیزش کردند. بدین ترتیب نژاد جدیدی به نام نفیلیم پدید آمد. چون یهوه — نام خدای داستان به روایت «جِی»؛ پایین‌تر را ببینید — شرارت‌های اینان را دید، از آفرینش آدمیان پشیمان شد و قلبش شکست. نتیجتاً، تصمیم گرفت همهٔ موجودات را نابود کند. اما نوح با خدایان قدم زد و در نظر الوهیم — نام خدای داستان به روایت «پی» — مرحمت یافت. نوح پسر لمک در شرارت‌های نسل خود شریک نبود. اینکه راوی می‌گوید نوح در شرارت‌های نسل خود بی‌تقصیر بود، در واقع از سنت کاهنی اسرائیلی گرفته شده که حیوانات قربانی را مبری از ناپاکی توصیف می‌کند. الوهیم به نوح گفت:
تصمیم گرفته‌ام همه آدمیان را نابود کنم زیرا زمین از ایشان پر از ظلم گشته است. حال آنان را به همراه زمین نابود می‌کنم. برای خود از چوب درخت سرو کشتی بساز… من نیز بر زمین طوفانی خواهم آورد و هر چه بر زمین باشد، خواهد مرد. اما با تو عهدی می‌بندم؛ تو وارد کشتی خواهی شد، تو، پسرانت، زنت و زنان پسرانت با تو خواهند بود. و از همه زندگان، نر و ماده، با خود به کشتی ببر. از همه پرندگان، از همه حیوانات و از همه خزندگان، دو تا از هر نوع، نزد تو خواهند آمد تا زنده نگاهشان داری. و از هر غذایی که خوردنی است، با خود ببر تا غذای تو و آنان باشد.
خدای نوح به او اجازه می‌دهد همسر، پسران و همسران پسرانش را با خود به کشتی ببرد؛ این تعریف سنتی خانواده در اسرائیل باستان از دیدگاهی دینی، اجتماعی و اقتصادی بود. در واقع اگر نوح بدون اینان وارد کشتی می‌شد، خواننده باستانی اسرائیلی «رستگاری نوح» را یک رستگاری واقعی محسوب نمی‌کرد. نوح سپس آنچه یهوه به او گفته بود انجام داد؛ یهوه با او گفت: «داخل کشتی شو، تو و خانواده‌ات، تنها تو را در این نسل از صالحان یافتم. هفت جفت از هر حیوان و پرنده پاک و یک جفت از هر حیوان و پرنده ناپاک با خود ببر. چرا که من تا هفت روز دیگر برای چهل شب و چهل روز باران به زمین خواهم فرستاد و همه موجودات زنده از بین خواهند رفت.» و نوح آنچه خدا به او گفته بود انجام داد. او که در این زمان ۶۰۰ ساله بود، با خانواده‌اش وارد کشتی شد تا از طوفان نجات یابد و حیوانات را نیز با خود برد و یهوه در کشتی را بست. پنجره‌های آسمان گشوده شد و هفت روز بعد طوفان شد و برای چهل روز بارید. آب به اندازه‌ای زیاد شد که کشتی را روان کرد و همه کوه‌های زیر آسمان را پنهان کرد. تمام موجودات زمین مردند. تنها نوح و آنان که با او بودند زنده ماندند. آب ۱۵۰ روز بر روی زمین بود. وقایع طبیعی داستان به صورت اتفاقی انتخاب نشده‌اند؛ این وقایع به گونه‌ای چیده شده‌اند که روند خلق جهان که در باب اول سفر پیدایش توصیف شده را بر عکس کنند؛ مثلاً، اهالی خاورمیانه باستان تصور می‌کردند آسمان گنبدی است که از زمین در برابر آب‌های بهشتی حراست می‌کند (باب اول، آیات ۶ تا ۷) و باز شدن پنجره‌های آسمان در قصه نوح در نقطه مقابل آن قرار دارد.

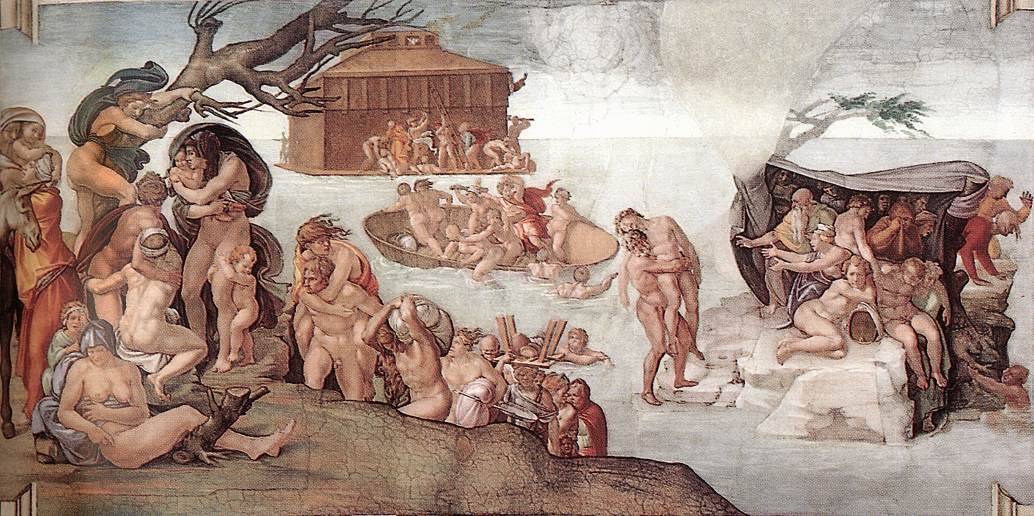
تابلوی طوفان نوح، اثر میکل‌آنژ

خدا نوح و کشتی را به خاطر آورد. پس بادی فرستاد تا آب متوقف شود. پنجره‌های آسمان بسته شدند و آب به مرور از روی زمین رفت. بعد از ۱۵۰ روز که آب کم شد، در هفتمین روز از هفتمین ماه، کشتی بر کوه آرارات آرام گرفت. پایین رفتن آب تا ماه دهم طول کشید و در اولین روز از دهمین ماه، نوک قله‌ها هویدا شد. در چهلمین روز، نوح دریچه کشتی را گشود؛ زاغی را بیرون فرستاد و تا زمانی که آب خشک شد، بیرون بود. سپس کبوتری فرستاد تا ببیند آب از سطح زمین رفته است. اما کبوتر جای پایی نیافت و برگشت زیرا زمین زیر آب بود. هفت روز صبر کرد و دوباره کبوتری فرستاد و این بار با برگ زیتونی به منقار بازگشت. نوح دانست آب کم شده است. هفت روز دیگر کبوتری فرستاد و کبوتر بازنگشت. نوح متوجه شد که زمین خشک شده است. پس الوهیم به آن‌ها دستور داد پیاده شوند و در زمین پراکنده و زیاد شوند.

### بعد از طوفان
آنگاه نوح برای یهوه قربانگاهی ساخت و از همه حیوانات پاک و از همه پرندگان پاک به قربانگاه پیشکش کرد. زمانی که خدا بوی خوش را استشمام کرد، در قلب خود گفت: «دیگر هرگز زمین را به خاطر انسان‌ها نفرین نخواهم کرد و هرگز موجودات زنده را آنگونه که نابود کردم، از بین نخواهم برد.» او نوح و پسرانش را برکت داد و به ایشان گفت ترسِ شما را در همه حیوانات قرار دادم و همه موجودات زنده غذای شما خواهند بود، فقط آن‌ها را وقتی خون در رگ‌هایشان است مخورید. همچنین هر انسانی که خون انسان دیگری را بریزد، خون او نیز باید ریخته شود. سپس الوهیم با نوح و پسرانش عهد بست:
با تو و نوادگانت و همه موجودات زنده‌ای که با تو هستند عهد می‌بندم که دیگر هرگز موجودات را با سیل و طوفان از بین نبرم و هرگز طوفانی نخواهد بود که زمین را نابود کند. کمان خود را در ابرها می‌گذارم تا نشان عهد میان من و زمین باشد. زمانی که ابرها بر فراز زمین آورم، کمان را می‌بینم و عهدی که با شما بستم را به خاطر می‌آورم.

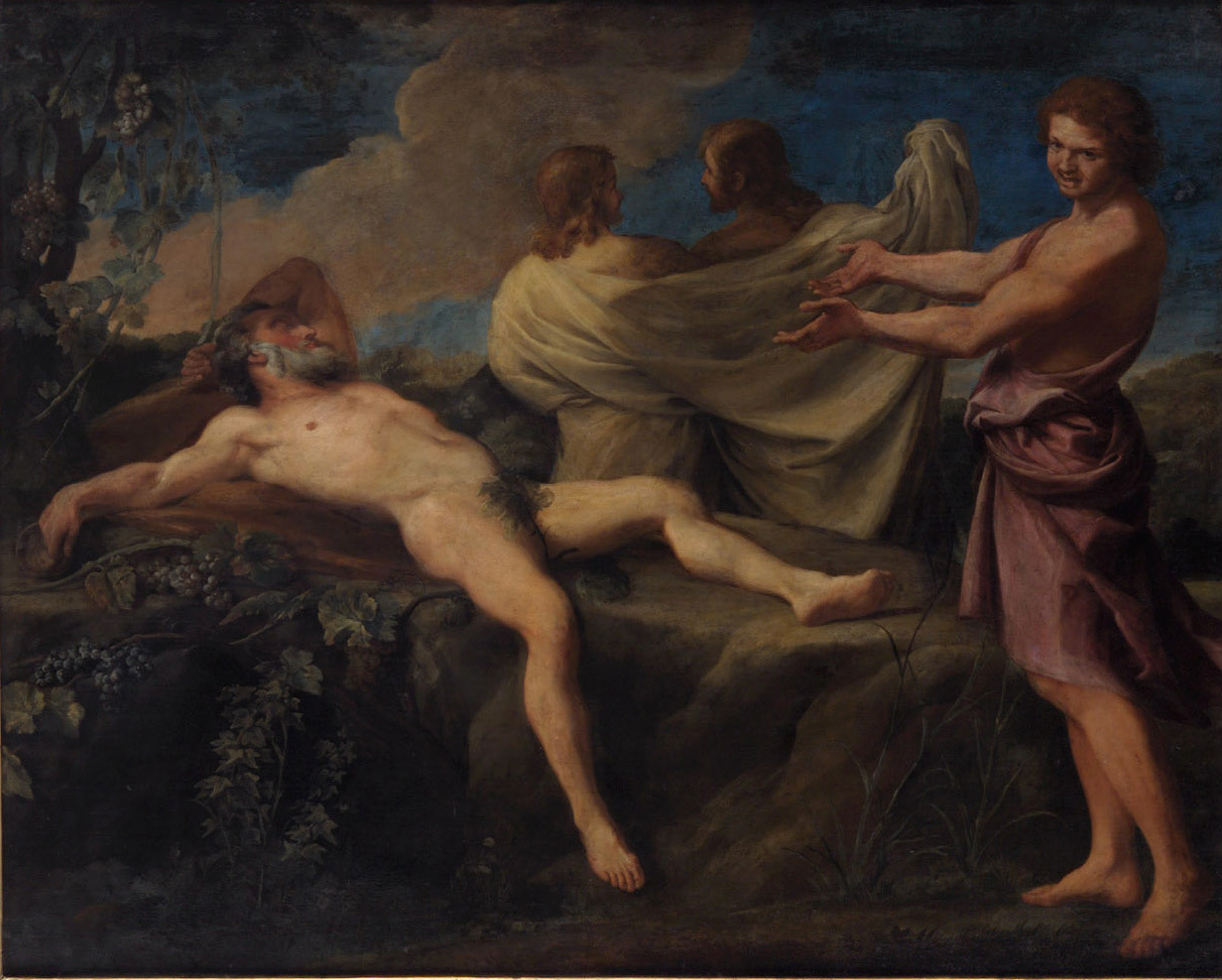
مستی نوح از نقاش آلمانی که نامش مشخص نیست

در ادامهٔ روایت، سام، حام و یافث پسران نوح بودند که از کشتی خارج شدند و از نسل ایشان زمین پر شد. حام پدر کنعان بود. نوح سپس تاکستانی کاشت و از شراب آن خورد و مست شد و در خیمه خود عریان خوابید. حام، پدر کنعان، لختی پدرش را دید و برادرانش را مطلع کرد. سام و یافث با خود ردایی برده و نوح را پوشاندند. زمانی که مستی از سر نوح پرید و آگاه شد پسر کوچکش با او چه کرده، گفت: «لعنت بر کنعان. بردهِ حقیر برادرانش باشد. برکت خداوند بر سام و کنعان برده او باد. خدا زمین را به او دهد و او در خیمه‌های سام زندگی کند و کنعان برده او باشد.» کتاب مقدس روایت کرده که نوح ۳۵۰ سال بعد از طوفان زیست و در ۹۵۰ سالگی مرد. باب ۱۰ به نوادگان فرزندان نوح که به گفته نویسنده کتاب نسل بشر دوباره از ایشان پدید آمد اشاره است. غیر از سفر پیدایش، تنها یک اشاره دیگر به نوح در کتاب مقدس وجود دارد؛ او در کتاب حزقیال یکی از ۳ مرد صالح دوران باستان نامیده شده است.

## دیدگاه تاریخی

### طوفان
وقوع طوفانی در مقیاس جهانی با درک امروز بشر از علومی مانند زمین‌شناسی و دیرینه‌شناسی در تضاد است. با این وجود، داستان طوفان بزرگی که برای نابودی نسل بشر فرستاده می‌شود، به حدی در اساطیر مردمان مختلف در سراسر جهان رایج است که به نظر می‌رسد یک ویژگی عمومی در تصورات انسانی باشد. عناصر بین‌النهرینی در روایت کتاب مقدس آشکار است و بیشتر محققان پذیرفته‌اند که افسانهٔ طوفان ابتدا در آن سرزمین شکل گرفته است. با توجه به وابستگی زندگی مردم بین‌النهرین به دو رودخانه بزرگ دجله و فرات، سیل و طوفان و خسارات پس از آن امری رایج در منطقه بوده است و رایج شدن چنین داستانی نزد مردم دور از انتظار نیست. قدیمی‌ترین نسخه داستان باید ریشه در گذشته‌های بسیار دور و قبل از اختراع خط داشته باشد. توصیفات جهانِ پیش از طوفان در نسخه بابلی یادآور نیزارهای جنوب عراق است که در آن، خانه‌ها و قایق‌ها از نی ساخته می‌شدند.
به گفتهٔ اروین فینکل، شباهت روایت سفر پیدایش و لوح ۱۱ از حماسه گیلگمش به اندازه‌ای زیاد است که مستقل دانستن دو روایت از یکدیگر غیرممکن است. نظر معمول این است که متن عبری از یک نسخهٔ خط میخی بابلی گرفته شده است. احتمالاً نیاز یهودیان به تاریخی مکتوب سبب شده آن‌ها بخش‌هایی از برخی داستان‌های بابلی دربارهٔ زمان‌های اولیه را وام بگیرند، زیرا داستان‌های سنتی خودشان ناکافی بوده است. نویسندگان عبرانی به احتمال زیاد با یکی از نسخه‌های حماسه گیلگمش آشنا بوده‌اند، چون این قصه‌ای است که تا زمان جانشینان اسکندر مقدونی در منطقه مشهور بوده است. نتیجتاً، در زمان یهودیت معبد دوم داستان نوح نسخه‌های رقیبی از فرهنگ‌های مختلف خاور نزدیک داشته و شخصیت نوح، پاسخ یهودیان در برابر قهرمانان طوفانِ بین‌النهرینی و یونانی بوده است.
وجود یک واسطه میان متن بابلی و روایت کتاب مقدس منتفی نیست. مردم هوری، از ساکنان بین‌النهرین شمالی، آناتولی و سوریه، می‌توانند واسطه مورد نظر باشند. نسخه هوری داستان طوفان تنها به صورت پراکنده موجود است اما در همین متون پراکنده، نامی به صورت Na-aḥ-ma-su-le-el وجود دارد که نوح ممکن است مخفف آن باشد، گر چه رابطه میان این دو نام قطعی نیست.
در نظر مایکل کوگان، روایت کتاب مقدس از طوفان آشکارترین نمونه وابستگی مستقیم آن به دیگر افسانه‌های باستانی است و بیشتر جزئیات آن شباهت قابل تشخیصی با روایات بین‌النهرینی، به خصوص گیلگمش و آترا-هاسیس، دارند. مانند فهرست پادشاهان سومری و منابع سنتی بین‌النهرینی، تاریخ اولیه بشر در کتاب مقدس نیز به دو دوره قبل از طوفان و بعد از طوفان تقسیم شده است. عهد قبل از طوفان، در بر گیرنده گذشته‌ای دور است که ادعا شده در آن انسان‌ها طول عمری دراز و غیر معمول داشتند. در روایت بروص، قهرمان داستان دهمین پادشاه بابل قبل از طوفان است و به‌طور مشابه، نوح دهمین شه‌پدر پیش از طوفان است. در هر دو سنت روایی، خدایی به قهرمان داستان از طوفانی قریب‌الوقوع خبر می‌دهد. او شروع به ساختن کشتی می‌کند و با وقوع طوفان، به اتفاق خانواده‌اش و همه گونه‌های حیوانی سوار آن می‌شود. در پایان، کشتی بر کوهی می‌نشیند و قهرمان داستان سه پرنده به اطراف می‌فرستد تا مطمئن شود زمان پایین آمدن فرا رسیده است.
| حماسه گیلگمش آنگاه که هفتمین روز رسید، کبوتری بیرون نگه داشتم و او را رها کردم. کبوتر پرید و بازگشت، جای آسایشی نیافته بود و برگشت. پرستویی بیرون نگه داشتم و او را رها کردم. پرستو پرید و بازگشت، جای آسایشی نیافته بود و برگشت. زاغی بیرون نگه داشتم و او را رها کردم. زاغ رفت و آب را دید که فرومی‌نشیند و برنگشت. همه چیز را بیرون نهادم و قربانی کردم… خدایان که بوی خوشی استشمام کرده بودند، مثل مگس گرد قربانی جمع شدند. | سفر پیدایش نوح زاغ را رها کرد. او بیرون رفته، در تردد می‌بود تا آب از زمین خشک شد. پس کبوتر را از نزد خود رها کرد… اما کبوتر چون نشیمنی برای کف پای خود نیافت نزد وی به کشتی برگشت. پس دست خود را دراز کرد و آن را گرفته نزد خود به کشتی درآورد. و هفت روز دیگر نیز درنگ کرده، باز کبوتر را از کشتی رها کرد. و در وقت عصر، کبوتر نزد وی برگشت، و اینک برگ زیتون تازه در منقار وی است. پس نوح دانست که آب از روی زمین کم شده است. و هفت روز بعد کبوتر را رها کرد، و او دیگر نزد وی برنگشت. |

هر چند داستان نوح باید از متن بابلی گرفته شده باشد اما دیدگاه اسرائیلیان در آن غالب است؛ در داستان بابلی، خدایان به دلیل افزایش سر و صدا (یعنی افزایش جمعیت انسان‌ها) که خوابشان را مختل می‌کرد، تصمیم می‌گیرند انسان‌ها را نابود کنند اما یکی از خدایان به قهرمان داستان اطلاع می‌دهد که قایقی بسازد و خانواده‌اش و حیوانات را نجات دهد. سرانجام، خدایان به این نتیجه می‌رسند که عجولانه عمل کرده‌اند و تصمیم می‌گیرند دیگر چنین نکنند. اما در سفر پیدایش، یهوه طوفان را به عنوان مجازات ظلم و شرارت می‌فرستد و همان خدا نیز نوح و خانواده‌اش را نجات می‌دهد.
اسناد باستانی دربارهٔ طغیان دجله و فرات در بین‌النهرین وجود دارد اما هیچ مدرکی دربارهٔ وقوع سیل و طوفان جهانی یافت نشده است. همچنین هیچ مدرکی دربارهٔ روی دادن چنین طوفانی در منطقه فلسطین نیز موجود نیست. با این حال، داستان نوح را نیز در همان بین‌النهرین قرار داده‌اند زیرا کشتی بر کوه آرارات استراحت می‌کند. علاوه بر دجله و فرات، باستان‌شناسان یافته‌هایی دربارهٔ طوفان بزرگ حاصل از دریای سیاه نیز پیدا کرده‌اند که شاید الهام‌بخش داستان کتاب مقدس باشد.
در ابتدای روایت به رابطه جنسی خدایان و زنان آدمیان و تولد قهرمانان از ایشان اشاره شده است؛ چنین چیزی در داستان بابلی دیده نمی‌شود اما مشابه آن در اساطیر یونانی وجود دارد. در عصر قهرمانی یونانی نیز قهرمانان فرزندان نیمه‌الهی متولد شده از آمیزش خدایان و موجودات فانی هستند و دقیقاً مشابه باب ۱۰ سفر پیدایش، مردمانی که نسلشان به این قهرمانان می‌رسد نام برده شده‌اند. بدین ترتیب داستان طوفان بابلی در این چارچوب قرار داده شده تا نشان‌دهنده قضاوت خدا دربارهٔ دوران قهرمانان باشد اما تناسبی میان جرم و مجازات دیده نمی‌شود و به همین دلیل، با گسترش و تفسیر متن تلاش کرده‌اند آن را توجیه کنند. پسران خدا در سایر بخش‌های تنخ موجوداتی الهی و حاضر در دربار خدا هستند. در اساطیر کنعانی، تمام خدایانی که تحت سلطه ال بودند را «بنو ایلی» (پسران خدا) می‌نامیدند. در نظر والتر بلتس، بخش آغازین داستان نوح همچنین نشان می‌دهد نویسنده این قسمت از تورات با داستان آدم و حوا و رانده‌شدن آن‌ها از باغ عدن آشنایی نداشته، زیرا جهانی را توصیف کرده که در آن هنوز رابطه صلح‌آمیز خدایان و آدمیان (در اثر نافرمانی آدم و حوا) از بین نرفته است. بلتس همچنین معتقد است داستان تجاوز پسران خدا به دختران آدمیان در واقع توصیف‌کنندهٔ مرحله انتقال از زن‌سالاری به مردسالاری در تمدن بشر است.
در ۷:۱۶ نوشته شده که خدا در کشتی را بست. انسان‌انگاری سنت حماسی قدیمی (یهوه‌ای) در این خط حفظ شده تا «سادگی نسبتاً کودکانه» را با پیامی عمیق دینی ترکیب کند. در نسخهٔ بابلی، اوتنپیشتی خود در را می‌بندد اما در نسخهٔ اسرائیلی، تنها یهوه می‌تواند چنین کند. در ۸:۴ کشتی بر کوه آرارات استراحت می‌کند؛ این بازی با کلمات است زیرا کلمه عبری استفاده شده (nwh) با نام نوح (به معنای استراحت) از نظر زبانی ریشهٔ مشترک دارد. در ۵:۲۹ نیز گفته شده که نوح برای بشر «تسلی» آورد که موردی مشابه است.
در عهد باستان، ناخداها از پرندگان برای یافتن خشکی استفاده می‌کردند. نوح نیز به همان شیوه از آنان استفاده می‌کند. روایت نسخه بابلی داستان هم همین‌گونه است، منتها آنجا از زاغ، پرستو و کبوتر استفاده می‌شود، هر چند ارتباط دو روایت غیرقابل انکار است. مانند نسخه بابلی، قربانی و عبادت بلافاصله از زمان پیاده شدن آغاز می‌شود. اما میان دو نسخه تفاوت وجود دارد؛ خدایان حماسه گیلگمش گرسنه هستند و مثل مگس جمع می‌شوند.

### مستی نوح
داستان مستی نوح (۹:۱۸ تا ۹:۲۹) ارتباط خاصی با قصه طوفان ندارد و به نظر می‌رسد ادامه روایت نسل‌های بشر است که در باب‌های ۴ و ۵ وجود دارد و مضمون گناه و فساد انسان در آن دیده می‌شود؛ با این حال، در آیات ۱۸ و ۱۹ به پیاده شدن پسران نوح از کشتی اشاره شده است. در ۹:۱۸ ذکر شده که حام پدر کنعان است و تلاش نویسنده برای ایجاد ارتباط میان این بخش و نفرین شدن کنعان در آیات ۲۵ تا ۲۷ را می‌رساند.

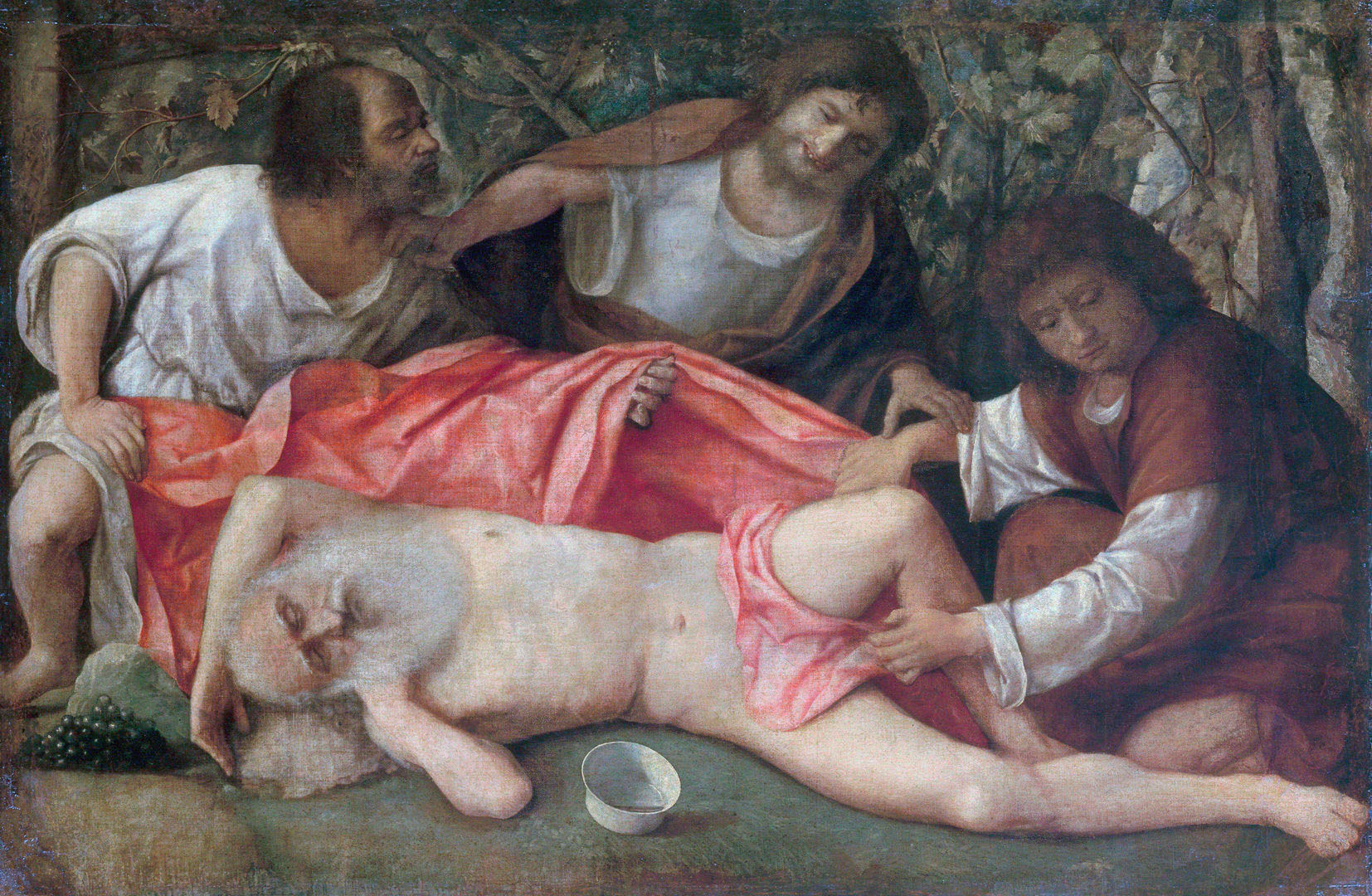
یک نقاشی از مستی نوح

در ۹:۲۰ نوح مخترع شراب‌سازی دانسته شده است؛ این نوعی سبب‌شناسی از نوع ۴:۲۲ (دربارهٔ مس و آهن) است که البته در این مورد به صورت داستانی روایت شده است. برخی محققان عقیده دارند حام به نوح یا همسرش تجاوز جنسی کرده و آشفتگی نوح نیز به همین دلیل است اما ویبری این فرضیه را صحیح نمی‌داند. او می‌گوید منظور آیات ۲۰ تا ۲۷ این نیست که نوح با مست شدن مرتکب گناه شده، بلکه حام با برهنه دیدن پدر خود گناهی انجام داده است که نتیجه آن نفرین شدن کنعان است. آیات ۷ تا ۱۱ باب ۳، لختی را شرم‌آور توصیف کرده‌اند و بدین ترتیب نویسنده توراتی قصد دارد بگوید حام با دیدن لختی پدرش، او را تحقیر کرده است.
با این حال، نوح به جای حام، پسر او کنعان را نفرین می‌کند. این در واقع با نفرت بنی‌اسرائیل از کنعانیان (که برده شدن را تقدیر ایشان می‌دانستند) مرتبط است اما به صورت قطعی مشخص نیست این آیات در چه شرایط و با چه پیش‌زمینه‌ای نوشته شده‌اند. دوباره در بخش نفرین نیز بازی با کلمات دیده می‌شود و یافث با فعل عبری «بزرگ شدن» پیوند خورده است. این بخش از داستان شباهت قابل توجهی با تجاوز جنسی دختران لوط به پدرشان دارد. داستانی مشابه در افسانه‌های کنعانی دیده می‌شود. در حماسه اقهت که به زبان اوگاریتی است، زمانی که اقهت مستی پدر خود را می‌بیند، به او در راه رفتن کمک می‌کند.

### تولد نوح وحماسهٔ آترا-هاسیس
تولد نوح بسیار شبیه به خلقت انسان در آترا-هاسیس و نشانگر جابه‌جایی از آسمان به زمین است. هنگام نام‌گذاری نوح در پیدایش ۵:۲۸ تا ۵:۲۹ توسط لمک این شباهت برجسته می‌شود. واژگان عبری برای «کار» و «رنج» با هم می‌آیند همانگونه که واژگان اکدی همتای آنان با هم می‌آیند. تأکید از تندیِ جاودانگان خسته از بیگاری به ستوه انسانِ کشاورز تغییر پیدا می‌کند. الگوهای همیشگیِ روابط اجتماعی نیز به پیشرفت توالی تاریخی دگرگون می‌شود: پدر پیر، از قدرت پسر جوان استقبال می‌کند.
در آترا-هاسیس طوفان برای بررسی نیاز خدایان به انسان استفاده می‌شود. بشریت از نابودی نجات می‌یابد چون خدایان درمی‌یابند که با قربانی کردن در معابد خوراکشان تأمین می‌شده است. خدایان دمدمی‌مزاج و مایل به بدی هستند. در کتاب مقدس عبری قضیه برعکس است. طرز رفتار خدا با آدم و نوح در نهایت منجر به پذیرش کاستی‌های اخلاقیِ انسان‌ها می‌شود. نوح، بیگانگی ایجاد شده بین خدا و آدم را واژگون می‌کند. لمک به هنگام نامگذاری پسرش نوح می‌گوید: «برای ما آسودگی خواهد آورد… از زمین (اَدَمَه) که خداوند نفرین کرد». این زمین نفرین شده بی‌شک یادآور آدم است.

### نوادگان نوح
در باب ۱۰ سفر پیدایش، ادعا شده که نسل بشر این بار از سه پسر نوح پدید آمد و به مردمانی که اسرائیلیان با آن‌ها آشنایی داشته‌اند، اجدادی نسبت داده شده است. این فهرست ترکیبی از منبع پی و منبع جی است و با توجه به نام‌های ذکر شده، کاملاً واضح است که شخصی در قرن ۶ یا ۵ قبل از میلاد آن را نوشته است. این شیوه شجره‌نامه نویسی امری مرسوم بوده و هدف نشان دادن رابطه میان مردم مختلف با در نظر گرفتن اجداد آن‌هاست. این رابطه قومی نیست، بلکه فرهنگی و سیاسی است. همین شیوه میان یونانیان نیز رواج داشته و آن‌ها معتقد بودند دئوکالیون (اولین انسان) سه پسر داشت که سه شاخه مردم یونانی از ایشان پدید آمده است. در فهرست سفر پیدایش، اسامی ملل، کشورها، مردمان، قبایل، شهرها و حتی پادشاهان و قهرمانان دیده می‌شود. همه نام‌های موجود قابل شناسایی نیستند اما می‌توان تعداد زیادی را تشخیص داد؛ مثلاً نمرود که پسر کوش معرفی شده، در واقع الهام‌گرفته از یک پادشاه آشوری است که بابل و کاسیان را مطیع خود کرد.

### عهد نوح
پس از اینکه نوح و خانواده‌اش از کشتی خارج می‌شوند، به یهوه قربانی تقدیم می‌کند و او نیز در عوض با نوح عهد می‌کند که دیگر برای نابودی انسان‌ها تلاش نکند و رنگین‌کمان را به نشانهٔ عهد در آسمان قرار می‌دهد. مفهوم عهد میان خدایان و انسان‌ها در تنخ به اشکال گوناگون موجود است؛ مهم‌ترینش عهد خدا و اسرائیل است و انبیاء آن را چون رابطهٔ زن و شوهر توصیف کرده‌اند. در تورات یهوه بنی اسرائیل را تهدید می‌کند که خدایان دیگری را نپرستند، چون «من خدایی غیورم.» رنگین‌کمان در کنار شبات و ختنه یکی از سه نشانهٔ عهد در تنخ است. معادل قطعی برای این نوع عهدهای انسانی-الهی در خارج از تنخ دیده نشده، ولی ساختار عهدها، همان است که در اسناد هیتی کشف شده از ادوار کهن‌تر دیده می‌شود. این اسناد دربارهٔ وفاداری حکام دست نشانده هستند و شاهدانی الهی را برای وفاداری خود گواه می‌گیرند. همچنین، فرمان «شما مردم من هستید و من خدایتان» در عهد سینا در تورات، مشابه اسناد ازدواج در خاور نزدیک باستان است.